# Gig Morton
Gig Morton (ur. 22 marca 1996 w Comox) – kanadyjski aktor. Znany m.in. z roli Derby’ego w serialu Mr. Young.

## Filmografia
- 2006: Drużyna Buddy’ego (Air Buddies) jako B-Dawg Boy (Billy)
- 2007: Świry (Psych) jako Finn
- 2008: Kudłaty zaprzęg (Snow Buddies) jako Billy
- 2008: Past Lies jako Jacob
- 2008: Oblicza strachu (Fear Itself) jako Sean Mahoney
- 2008: The Escape of Conrad Lard-Bottom jako Conrad Lard-Bottom
- 2008: Świąteczne miasteczko (Christmas Town) jako Mason
- 2009: Gwiezdny zaprzęg (Space Buddies) jako Billy
- 2009: Świąteczne psiaki (Santa Buddies) jako Billy
- 2009: Mistresses jako Tommy Satterfield
- 2009: Impact jako Markus
- 2009: Angel and the Bad Man jako John
- 2010: Shattered jako Stephan
- 2010: Porwanie (Elopement)
- 2011: Jesus Chris jako Carl (film krótkometrażowy)
- od 2011: Mr. Young jako Derby